# کلد (مجارستان)
کِلِد (به مجاری:  Keléd) یک شهرداری در مجارستان است که در واش واقع شده‌است. کلد ۸٫۷۲ کیلومتر مربع مساحت و ۷۶ نفر جمعیت دارد.